# Łuk triumfalny w Jabłonnie
Łuk triumfalny w Jabłonnie – łuk triumfalny w Jabłonnie wzniesiony w 1837 ku czci księcia Józefa Poniatowskiego, według projektu Henryka Marconiego. Znajduje się w parku niedaleko pałacu prymasa Michała Poniatowskiego.

## Historia
W kwietniu 2018 zakończyły się prace konserwatorskie. Studenci III i IV roku Katedry Konserwacji i Restauracji Rzeźby i Elementów Architektury Akademii Sztuk Pięknych w Warszawie zamontowali dwie figury: wojownika" i "niewiasty z tarczą". 